# Paul Jones (Musiker)

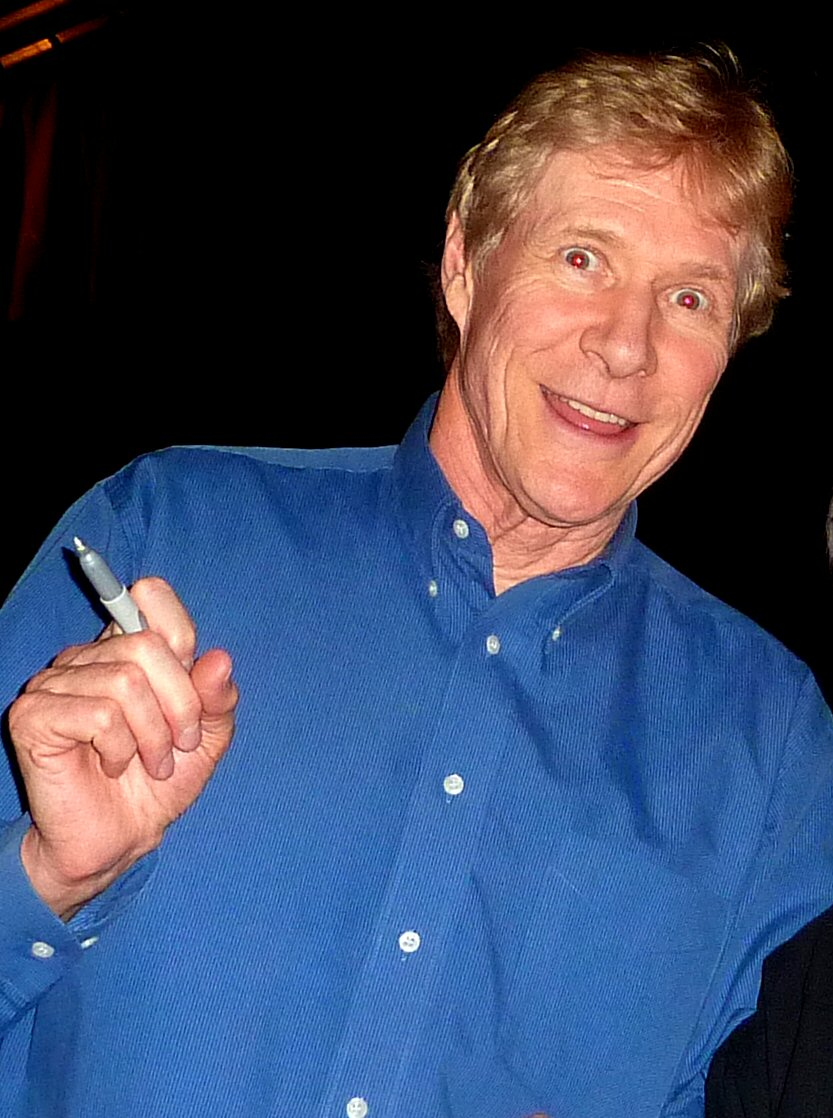
Paul Jones (2011)

Paul Jones (* 24. Februar 1942 in Portsmouth, Hampshire als Paul Pond) ist ein britischer Sänger, Schauspieler und Mundharmonikaspieler.

## Leben
Bekannt wurde Jones in den 1960er Jahren als Sänger der Popgruppe Manfred Mann. Jones hatte sich 1962 der Gruppe Mann-Hugg Blues Brothers angeschlossen, die sich 1963 in Manfred Mann umbenannte. Nach seinem Ausstieg 1966 verfolgte er zeitweilig eine Solokarriere als Sänger. In Großbritannien gelangen ihm mit High Time, das 1966 auf Platz 4 der Singles-Charts kam, und mit I've Been A Bad Bad Boy, 1967 auf Platz 5, zwei Hits. Er wirkte außerdem in Film- und Musicalproduktionen mit wie 1967 in dem britischen Film Privileg und war mit Alexis Korner im Rockpalast zu hören (The Party Album, 1978). Seit den 1980er Jahren ist Paul Jones Sänger der Blues Band, seit 1991 Mitglied bei The Manfreds, einer Band aus ehemaligen Mitgliedern der früheren Manfred-Mann-Band. Dazu gehört auch Mike d’Abo, der ihn einst als Sänger bei Manfred Mann abgelöst hatte, und mit dem er bis heute gelegentlich zusammen auftritt.
2005 war Jones auf dem Album Piece by Piece der britischen Sängerin Katie Melua, 2009 auf dem Album Sessions der Nick Vernier Band zu hören. 2007 wurden zwei DVDs mit Dave Kelly und Paul Jones veröffentlicht (An Evening with Paul Jones & Dave Kelly [live] Vol.1 & 2). 2009 war er als Gastmusiker auf Joe Bonamassas DVD und CD Live from the Royal Albert Hall vertreten. Er wurde 2011 mit dem Lifetime Achievement der British Blues Awards geehrt. Anfang 2015 legte er das Soloalbum Suddenly I Like It vor, auf dem als Gastmusiker u. a. Joe Bonamassa und Jools Holland zu hören sind.
Seit 2007 moderiert Jones eine Bluessendung beim BBC Radio 2.

## Auszeichnungen
- 2010: British Blues Award, Kategorie „Harmonica Player“
- 2011: British Blues Award, Kategorien „Harmonica Player“, „Blues Broadcaster“ und „Lifetime Achievement“, Aufnahme in die British Blues Hall of Fame als „Blues Broadcaster“
- 2012: British Blues Award, Kategorie „Harmonica Player“, Aufnahme in die British Blues Hall of Fame als „Harmonica Player“
- 2019: UK Blues Award, Kategorie „Blues Broadcaster of the Year“